# Rucava
Rucava è un comune della Lettonia appartenente alla regione storica della Curlandia di 1.998 abitanti (dati 2009).

## Località
Il comune è stato istituito nel 2009 ed è formato dalle seguenti località:
- Rucava
- Dunika